# Балу (посёлок)
Балу (перс. بالو‎) — населённый пункт сельского типа на северо-западе Ирана, в провинции Западный Азербайджан. Входит в состав шахрестана Урмия.

## География
Балу находится в центральной части Западного Азербайджана, на относительно равнинной местности западного берега озера Урмия, на высоте 1 345 метров над уровнем моря, приблизительно в 5 километрах к северу от города Урмия, административного центра провинции и на расстоянии 595 километров к северо-западо-западу от Тегерана, столицы страны. Ближайший аэропорт расположен в городе Урмия.

## Население
По данным переписи 2006 года, население составляло 10 524 человека.